# Comet (czołg)
Comet (A34) Cruiser Tank – czołg pościgowy konstrukcji brytyjskiej z okresu II wojny światowej. 

## Historia
W maju 1943 roku zakłady Leyland rozpoczęły pracę nad dalszym rozwojem czołgów rodziny A24/A27, to znaczy czołgów: Cavalier, Centaur i Cromwell. Powstał wtedy czołg szybki Mk VIII Challenger. Następnie przystąpiono do dalej idących modyfikacji.
Zakłady Vickers opracowały w tym czasie nowy model armaty. Była ona określana jako Vickers HV 75 mm, a później jako 77 mm OQF. Miała ona mniejszą masę i krótszą lufę niż poprzedni model. Posiadała też hamulec wylotowy. Zamontowano nowe koła podtrzymujące gąsienicę i ulepszono koła napinające. Wykonano też nową wieżę, bo poprzedni typ nie mógł pomieścić nowej armaty.
Prototyp czołgu był gotowy do prób w lutym 1944, a we wrześniu ruszyła produkcja seryjna.

## Służba
Już w grudniu 1944 pierwsze seryjne wozy trafiły do oddziałów 11. Dywizji Pancernej. Większe dostawy miały miejsce w marcu 1945. 
Po zakończeniu wojny czołgi Comet pozostawały w uzbrojeniu British Army do początku lat 60. XX wieku. Wzięły udział w wojnie koreańskiej, gdzie stanowiły uzupełnienie bardziej zaawansowanych technicznie czołgów Centurion.
Czołgi Comet były także przedmiotem eksportu. Wkrótce po wojnie w pochodzące z brytyjskiego demobilu czołgi Comet uzbrojono oddziały pancerne armii fińskiej i armii irlandzkiej.